# 王德全
王德全（1962年—），香港公民黨成員，前香港民主黨成員，曾任深水埗區議會美孚南選區民選區議員，於2011年香港區議會選舉角逐連任失敗，同時他也長期擔任商業電台節目主持及監製，其中以監製十八樓C座廣播刻最膾炙人口。

## 簡歷
王德全於1994年香港區議會選舉代表民主黨出選美孚選區，結果當選。1999年選舉中他以31票之差不敵民建聯曾有發，但曾有發於2003年喪失議員資格，王德全在當年補選中以9票之差取回議席，並於同年區議會選舉及2007年分別以612票及6票之差撃敗民建聯候選人成功連任。
2010年，王德全因不滿民主黨在2012年香港政治制度改革的立場，決定退黨並轉投公民黨。2011年選舉中，首次代表公民黨出選的王德全以79票之差不敵民建聯黃達東。11月中，王德全翻查選民登記冊，發現選區內有一個單位，有7個姓氏共13名選民登記，被傳媒形容為「1屋7姓13票」，掀起香港種票風波的序幕，而社會陸續揭發更多懷疑種票的個案。
2012年香港立法會選舉伙拍前無綫電視新聞記者毛孟靜合組團隊，代表公民黨於九龍西選區角逐議席。
王德全在選後加入D100，出任節目監制，2015年選舉，再次出選美孚南選區，挑戰民建聯黃達東失敗，四年後，他的徒弟周琬雯成功當選美孚南選區議員。
王德全現時在D100主持節目《瘋中三子》。
2019-2020年間，經潑墨工房出版社，他出版了三冊《莎士比亞廣播劇本全集》圖書，以粵語翻譯莎翁名著，包括有悲劇、喜劇及傳奇劇/歷史劇。

## 广播剧
- 《没有爆谷的日子》